# Campeonato Mundial de Ciclismo em Pista de 1988
O LXXXV Campeonato Mundial de Ciclismo em Pista celebrou-se em Gante (Bélgica) entre 21 e 25 de agosto de 1988 baixo a organização da União Ciclista Internacional (UCI) e a Federação Belga de Ciclismo.
As competições realizaram-se no Velódromo Blaarmeersen da cidade belga. Ao todo disputaram-se 9 provas, 12 masculinas (5 profissionais e 2 amador) e 2 femininas.

## Medalhistas

### Masculino profissional
| Evento                 | Ouro                       | Prata                       | Bronze                        |
| ---------------------- | -------------------------- | --------------------------- | ----------------------------- |
| Velocidade individual  | Stephen Pate · Austrália   | —                           | Nobuyuki Tawara · Japão       |
| Perseguição individual | Lech Piasecki · Polónia    | Anthony Doyle · Reino Unido | Jesper Worre · Dinamarca      |
| Carreira por pontos    | Daniel Wyder · Suíça       | Adriano Baffi · Itália      | Michael Markussen · Dinamarca |
| Keirin                 | Claudio Golinelli · Itália | Ottavio Dazzan · Itália     | Michel Vaarten · Bélgica      |
| Meio fundo             | Daniel Clark · Austrália   | —                           | Walter Brugna · Itália        |

### Masculinoamador
| Evento     | Ouro                                    | Prata                                                  | Bronze                                        |
| ---------- | --------------------------------------- | ------------------------------------------------------ | --------------------------------------------- |
| Meio fundo | —                                       | Roland Königshofer · Áustria                           | —                                             |
| Tándem     | França · Fabrice Colas · Frédéric Magné | Alemanha Ocidental · Hans-Jürgen Greil · Uwe Buchtmann | Tchecoslováquia · Jiří Iliek · Lubomír Hargaš |

### Feminino
| Evento                 | Ouro                      | Prata                | Bronze                            |
| ---------------------- | ------------------------- | -------------------- | --------------------------------- |
| Perseguição individual | Jeannie Longo · França    | Barbara Ganz · Suíça | Melissa Mayfield · Estados Unidos |
| Carreira por pontos    | Sally Hodge · Reino Unido | Barbara Ganz · Suíça | Monique de Bruin · Países Baixos  |

## Medalheiro
| Ordem | País               | Medalha de ouro | Medalha de prata | Medalha de bronze | Total |
| ----- | ------------------ | --------------- | ---------------- | ----------------- | ----- |
| 1     | Austrália          | 2               | 0                | 0                 | 2     |
| 1     | França             | 2               | 0                | 0                 | 2     |
| 3     | Itália             | 1               | 2                | 1                 | 4     |
| 4     | Suíça              | 1               | 2                | 0                 | 3     |
| 5     | Reino Unido        | 1               | 1                | 0                 | 2     |
| 6     | Polónia            | 1               | 0                | 0                 | 1     |
| 7     | Áustria            | 0               | 1                | 0                 | 1     |
| 7     | Alemanha Ocidental | 0               | 1                | 0                 | 1     |
| 9     | Dinamarca          | 0               | 0                | 2                 | 2     |
| 10    | Bélgica            | 0               | 0                | 1                 | 1     |
| 10    | Tchecoslováquia    | 0               | 0                | 1                 | 1     |
| 10    | Estados Unidos     | 0               | 0                | 1                 | 1     |
| 10    | Japão              | 0               | 0                | 1                 | 1     |
| 10    | Países Baixos      | 0               | 0                | 1                 | 1     |
|       | TOTAL              | 8               | 7                | 8                 | 23    |